# IX Governo Constitucional de Portugal
O IX Governo Constitucional de Portugal tomou posse a 9 de junho de 1983, sendo chefiado por Mário Soares e constituído por uma coligação pós-eleitoral entre o Partido Socialista e o Partido Social-Democrata, com base nos resultados das eleições de 25 de abril de 1983. Terminou o seu mandato a 6 de novembro de 1985, devido à eleição de Aníbal Cavaco Silva como Presidente do PSD, que pôs fim ao acordo de governo.
Foi o chamado governo do Bloco Central, pois ambos os partidos — PS e PSD — se situam no centro-esquerda e centro-direita, respetivamente.

## História
Este governo é liderado pelo ex-primeiro-ministro socialista Mário Soares. É formado e apoiado pelo Bloco Central, uma coligação entre o Partido Socialista (PS) e o Partido Social Democrata (PPD/PSD). Juntos, têm 176 deputados em 250, ou seja, 70,4% dos assentos na Assembleia da República. Foi formado após as eleições legislativas portuguesas de 1983.
Na sequência das eleições legislativas, que venceu com mais de 36% dos votos expressos, enquanto que os três partidos da AD perderam a maioria absoluta, Mário Soares recusou-se a equacionar a constituição de um governo minoritário e anunciou que iria consultar os militantes socialistas para determinar a estratégia de aliança do partido, afirmando que quer discutir “sem sectarismo nem tabus ideológicos”.
A 8 de maio, o Conselho Nacional do Partido Social Democrata aprova a linha defendida pelo seu presidente Carlos Mota Pinto de abrir conversações com o Partido Socialista, solução já aprovada por mais de 80% da base militante do PS. Tendo concluído o princípio de um acordo entre os dois partidos, Mário Soares é encarregado a 27 de maio pelo Presidente da República António Ramalho Eanes para a formação do próximo Governo. A 4 de junho, após cinco semanas de negociações, o acordo de coligação foi assinado pelos dois líderes, gerando fortes críticas do Partido Comunista e do Centro Democrático e Social.
Mário Soares, o vice-primeiro-ministro Carlos Mota Pinto, e os outros ministros do Governo tomam posse a 9 de junho. A Assembleia da República dá a sua confiança ao novo governo em 24 de junho, após três dias de debate e com a oposição dos comunistas e dos centristas.
Internamente contestado por ponderar apoiar um militar nas eleições presidenciais de 1986 — em vez de um civil como acordado — e atrasar o mais possível o anúncio dessa candidatura quando o próprio Mário Soares pretende ser candidato, Carlos Mota Pinto demite-se em 7 de fevereiro de 1985 da presidência do Partido Social Democrata, quatro dias depois do Conselho Nacional o apoiar com apenas dois votos de diferença. É substituído em 10 de fevereiro pelo Ministro da Justiça Rui Machete, e a 15 de fevereiro, Mário Soares procede a uma remodelação ministerial na qual Rui Machete substitui Carlos Mota Pinto no cargo de Ministro da Defesa e Vice-Primeiro-Ministro.
A 19 de maio, na Figueira da Foz, o congresso do PPD/PSD elege o ex-ministro das Finanças Aníbal Cavaco Silva para a presidência do partido. Depois do fracasso das discussões iniciadas entre os líderes dos dois parceiros da coligação para "relançar a actividade governamental" e enquanto Cavaco Silva apoia abertamente o candidato presidencial do CDS Diogo Freitas do Amaral, o PSD anuncia no início do mês de Junho a sua saída da aliança de governo para após a assinatura do Tratado de Adesão de Portugal à Comunidade Económica Europeia, a 12 de junho.
Os ministros sociais-democratas apresentam a sua demissão ao Presidente da República no dia 13 de junho, seguidos doze dias depois por Mário Soares, depois do PS não ter obtido garantias de poder formar um governo minoritário. A 27 de junho, António Ramalho Eanes indica que vai prosseguir consultas e a 12 de julho anuncia a dissolução da Assembleia da República, dando tempo aos deputados para ratificar o acordo de adesão à CEE. No dia marcado, convocam-se eleições legislativas antecipadas para 6 de outubro, cabendo ao governo em funções entrar em modo de gestão corrente.

## Composição
O Governo é constituído pelo Primeiro-Ministro, pelo Vice-Primeiro-Ministro e pelos ministros, secretários e subsecretários de Estado.
O Governo compreende os seguintes ministros:
a) Ministro de Estado;
b) Ministro da Defesa Nacional;
c) Ministro da Administração Interna;
d) Ministro dos Negócios Estrangeiros;
e) Ministro da Justiça;
f) Ministro das Finanças e do Plano;
g) Ministro da Educação;
h) Ministro do Trabalho e Segurança Social;
i) Ministro da Saúde;
j) Ministro da Agricultura, Florestas e Alimentação;
l) Ministro da Indústria e Energia;
m) Ministro do Comércio e Turismo;
n) Ministro da Cultura;
o) Ministro do Equipamento Social;
p) Ministro da Qualidade de Vida;
q) Ministro dos Assuntos Parlamentares;
r) Ministro do Mar.
Compete ao Vice-Primeiro-Ministro substituir o Primeiro-Ministro na sua ausência ou no seu impedimento e exercer os poderes que lhe forem delegados pelo Primeiro-Ministro ou pelo Conselho de Ministros.
Compete ao Ministro de Estado exercer os poderes que lhe forem delegados pelo Primeiro-Ministro ou pelo Conselho de Ministros, além dos que lhe são conferidos pelo presente diploma.
Compete ao Ministro para os Assuntos Parlamentares ocupar-se das relações entre o Governo e a Assembleia da República, bem como exercer quaisquer outros poderes que lhe forem delegados pelo Primeiro-Ministro ou pelo Conselho de Ministros.
| Cargo                                                   | Retrato | Nome                                     | Período                                         | Partido | Partido                  |
| ------------------------------------------------------- | ------- | ---------------------------------------- | ----------------------------------------------- | ------- | ------------------------ |
| Primeiro-Ministro                                       |         | Mário Soares (1924–2017)                 | 9 de junho de 1983 a 6 de novembro de 1985      |         | Partido Socialista       |
|                                                         |         |                                          |                                                 |         |                          |
| Vice-Primeiro-Ministro                                  |         | Carlos Alberto da Mota Pinto (1936–1985) | 9 de junho de 1983 a 15 de fevereiro de 1985    |         | Partido Social-Democrata |
| Vice-Primeiro-Ministro                                  |         | Rui Machete (1940–)                      | 15 de fevereiro de 1985 a 6 de novembro de 1985 |         | Partido Social-Democrata |
|                                                         |         |                                          |                                                 |         |                          |
| Ministro de Estado                                      |         | António de Almeida Santos (1926–2016)    | 9 de junho de 1983 a 6 de novembro de 1985      |         | Partido Socialista       |
|                                                         |         |                                          |                                                 |         |                          |
| Ministro da Defesa Nacional                             |         | Carlos Alberto da Mota Pinto (1936–1985) | 9 de junho de 1983 a 15 de fevereiro de 1985    |         | Partido Social-Democrata |
| Ministro da Defesa Nacional                             |         | Rui Machete (1940–)                      | 15 de fevereiro de 1985 a 6 de novembro de 1985 |         | Partido Social-Democrata |
| Ministro da Administração Interna                       |         | Eduardo Pereira (1927–2015)              | 9 de junho de 1983 a 6 de novembro de 1985      |         | Partido Socialista       |
| Ministro dos Negócios Estrangeiros                      |         | Jaime Gama (1947–)                       | 9 de junho de 1983 a 6 de novembro de 1985      |         | Partido Socialista       |
| Ministro da Justiça                                     |         | Rui Machete (1940–)                      | 9 de junho de 1983 a 15 de fevereiro de 1985    |         | Partido Social-Democrata |
| Ministro da Justiça                                     |         | Mário Raposo (1929–2013)                 | 15 de fevereiro de 1985 a 6 de novembro de 1985 |         | Partido Social-Democrata |
| Ministro das Finanças e do Plano                        |         | Ernâni Lopes (1942–2010)                 | 9 de junho de 1983 a 6 de novembro de 1985      |         | Independente             |
| Ministro da Educação                                    |         | José Augusto Seabra (1937–2004)          | 9 de junho de 1983 a 15 de fevereiro de 1985    |         | Partido Social-Democrata |
| Ministro da Educação                                    |         | João de Deus Pinheiro (1945–)            | 15 de fevereiro de 1985 a 6 de novembro de 1985 |         | Partido Social-Democrata |
| Ministro do Trabalho e da Segurança Social              |         | Amândio de Azevedo (1928–)               | 9 de junho de 1983 a 6 de novembro de 1985      |         | Partido Social-Democrata |
| Ministro da Saúde                                       |         | António Maldonado Gonelha (1935–2022)    | 9 de junho de 1983 a 6 de novembro de 1985      |         | Partido Socialista       |
| Ministro da Agricultura, Florestas e Alimentação        |         | Manuel Soares Costa (1933–2021)          | 9 de junho de 1983 a 17 de outubro de 1984      |         | Partido Social-Democrata |
| Ministro da Agricultura                                 |         | Álvaro Barreto (1936–2020)               | 17 de outubro de 1984 a 6 de novembro de 1985   |         | Partido Social-Democrata |
| Ministro da Indústria e Energia                         |         | José Veiga Simão (1929–2014)             | 9 de junho de 1983 a 6 de novembro de 1985      |         | Partido Socialista       |
| Ministro do Comércio e Turismo                          |         | Álvaro Barreto (1936–2020)               | 9 de junho de 1983 a 17 de outubro de 1984      |         | Partido Social-Democrata |
| Ministro do Comércio e Turismo                          |         | Joaquim Ferreira do Amaral (1945–)       | 17 de outubro de 1984 a 6 de novembro de 1985   |         | Partido Social-Democrata |
| Ministro da Cultura                                     |         | António Coimbra Martins (1927–2021)      | 9 de junho de 1983 a 6 de novembro de 1985      |         | Partido Socialista       |
| Ministro do Equipamento Social                          |         | João Rosado Correia (1939–2002)          | 9 de junho de 1983 a 15 de fevereiro de 1985    |         | Partido Socialista       |
| Ministro do Equipamento Social                          |         | Carlos Melancia (1927–2022)              | 15 de fevereiro de 1985 a 6 de novembro de 1985 |         | Partido Socialista       |
| Ministro do Mar                                         |         | Carlos Melancia (1927–2022)              | 9 de junho de 1983 a a 15 de fevereiro de 1985  |         | Partido Socialista       |
| Ministro do Mar                                         |         | José de Almeida Serra (1942–)            | 15 de fevereiro de 1985 a 6 de novembro de 1985 |         | Partido Socialista       |
| Ministro da Qualidade de Vida                           |         | António Capucho (1945–)                  | 9 de junho de 1983 a 23 de junho de 1984        |         | Partido Social-Democrata |
| Ministro da Qualidade de Vida                           |         | Francisco Sousa Tavares (1920–1993)      | 23 de junho de 1984 a 11 de julho de 1985       |         | Partido Social-Democrata |
|                                                         |         |                                          |                                                 |         |                          |
| Ministro da República para a Região Autónoma dos Açores |         | Tomás George Conceição Silva (1933–2021) | 9 de junho de 1983 a 6 de novembro de 1985      |         | Independente             |
| Ministro da República para a Região Autónoma da Madeira |         | Lino Miguel (1936–2022)                  | 9 de junho de 1983 a 6 de novembro de 1985      |         | Independente             |

### Secretários de Estado[4]
| Dependência                                        | Cargo                                                        | Detentor                         | Período                                          |
| -------------------------------------------------- | ------------------------------------------------------------ | -------------------------------- | ------------------------------------------------ |
| Presidência do Conselho de Ministros               | Secretário de Estado Adjunto do Primeiro-Ministro            | António Campos                   | 18 de junho de 1983 a 6 de novembro de 1985      |
| Presidência do Conselho de Ministros               | Secretário de Estado da Presidência do Conselho de Ministros | Alfredo Barroso                  | 18 de junho de 1983 a 6 de novembro de 1985      |
| Presidência do Conselho de Ministros               | Secretário de Estado Adjunto do Vice-Primeiro-Ministro       | João Calvão da Silva             | 18 de junho de 1983 a 15 de fevereiro de 1985    |
| Presidência do Conselho de Ministros               | Secretário de Estado Adjunto do Vice-Primeiro-Ministro       | Fernando Faria de Oliveira       | 16 de fevereiro de 1985 a 6 de novembro de 1985  |
| Presidência do Conselho de Ministros               | Secretário de Estado Adjunto do Ministro de Estado           | Anselmo Rodrigues                | 18 de junho de 1983 a 6 de novembro de 1985      |
| Presidência do Conselho de Ministros               | Secretário de Estado da Administração Pública                | José San-Bento Menezes           | 18 de junho de 1983 a 6 de novembro de 1985      |
| Presidência do Conselho de Ministros               | Secretário de Estado dos Assuntos Parlamentares              | Armando dos Santos Lopes         | 18 de junho de 1983 a 31 de janeiro de 1984      |
| Presidência do Conselho de Ministros               | Secretário de Estado dos Assuntos Parlamentares              | António Vitorino                 | 1 de fevereiro de 1984 a 6 de novembro de 1985   |
| Presidência do Conselho de Ministros               | Secretário de Estado do Fomento Cooperativo                  | Francisco Mesquita Machado       | 18 de junho de 1983 a 9 de novembro de 1983      |
| Presidência do Conselho de Ministros               | Secretário de Estado do Fomento Cooperativo                  | Armando dos Santos Lopes         | 1 de fevereiro de 1984 a 6 de novembro de 1985   |
| Ministério da Defesa Nacional                      | Secretário de Estado da Defesa Nacional                      | António Figueiredo Lopes         | 18 de junho de 1983 a 6 de novembro de 1985      |
| Ministério da Administração Interna                | Secretária de Estado da Administração Autárquica             | Helena Torres Marques            | 18 de junho de 1983 a 6 de novembro de 1985      |
| Ministério da Administração Interna                | Secretário de Estado do Desenvolvimento Regional             | Fernando Nogueira                | 18 de junho de 1983 a 6 de novembro de 1985      |
| Ministério dos Negócios Estrangeiros               | Secretário de Estado da Cooperação                           | Luís Gaspar da Silva             | 18 de junho de 1983 a 25 de fevereiro de 1985    |
| Ministério dos Negócios Estrangeiros               | Secretário de Estado da Cooperação                           | Eduardo Âmbar                    | 26 de fevereiro de 1985 a 6 de novembro de 1985  |
| Ministério dos Negócios Estrangeiros               | Secretária de Estado da Emigração                            | Manuela Aguiar                   | 18 de junho de 1983 a 6 de novembro de 1985      |
| Ministério das Finanças e do Plano                 | Secretário de Estado das Finanças                            | Rui Martins dos Santos           | 18 de junho de 1983 a 6 de novembro de 1985      |
| Ministério das Finanças e do Plano                 | Secretário de Estado do Orçamento                            | Alípio Dias                      | 18 de junho de 1983 a 6 de novembro de 1985      |
| Ministério das Finanças e do Plano                 | Secretário de Estado do Planeamento                          | Mário Cristina de Sousa          | 18 de junho de 1983 a 6 de novembro de 1985      |
| Ministério das Finanças e do Plano                 | Secretário de Estado do Tesouro                              | António de Almeida               | 18 de junho de 1983 a 6 de novembro de 1985      |
| Ministério das Finanças e do Plano                 | Subsecretário de Estado do Orçamento                         | Alberto Amorim Pereira           | 18 de junho de 1983 a 8 de janeiro de 1985       |
| Ministério da Educação                             | Secretário de Estado Adjunto do Ministro da Educação         | António de Almeida e Costa       | 18 de junho de 1983 a 31 de janeiro de 1984      |
| Ministério da Educação                             | Secretário de Estado Adjunto do Ministro da Educação         | Maria Helena Carvalho dos Santos | 1 de fevereiro de 1984 a 15 de fevereiro de 1985 |
| Ministério da Educação                             | Secretário de Estado Adjunto do Ministro da Educação         | António de Almeida e Costa       | 25 de fevereiro de 1985 a 6 de novembro de 1985  |
| Ministério da Educação                             | Secretária de Estado do Ensino Básico e Secundário           | Maria Helena Valente Rosa        | 18 de junho de 1983 a 31 de janeiro de 1984      |
| Ministério da Educação                             | Secretária de Estado do Ensino Básico e Secundário           | René Rodrigues da Silva          | 1 de fevereiro de 1984 a 1 de janeiro de 1985    |
| Ministério da Educação                             | Secretária de Estado do Ensino Básico e Secundário           | Fernando Simões Alberto          | 25 de fevereiro de 1985 a 6 de novembro de 1985  |
| Ministério da Educação                             | Secretário de Estado do Ensino Superior                      | Britaldo Rodigues                | 18 de junho de 1983 a 31 de janeiro de 1984      |
| Ministério da Educação                             | Secretário de Estado do Ensino Superior                      | Joaquim Pinto Machado            | 1 de fevereiro de 1984 a 15 de fevereiro de 1985 |
| Ministério da Educação                             | Secretário de Estado do Ensino Superior                      | Virgílio Meira Soares            | 25 de fevereiro de 1985 a 6 de novembro de 1985  |
| Ministério do Trabalho e Segurança Social          | Secretário de Estado do Emprego e Formação Profissional      | Rui Barradas do Amaral           | 18 de junho de 1983 a 6 de novembro de 1985      |
| Ministério do Trabalho e Segurança Social          | Secretária de Estado da Segurança Social                     | Leonor Beleza                    | 18 de junho de 1983 a 6 de novembro de 1985      |
| Ministério do Trabalho e Segurança Social          | Secretário de Estado do Trabalho                             | Custódio Simões                  | 18 de junho de 1983 a 31 de janeiro de 1984      |
| Ministério do Trabalho e Segurança Social          | Secretário de Estado do Trabalho                             | Vitor Ramalho                    | 1 de fevereiro de 1984 a 6 de novembro de 1985   |
| Ministério da Agricultura, Florestas e Alimentação | Secretário de Estado da Agricultura                          | José Herculano de Carvalho       | 13 de julho de 1983 a 17 de outubro de 1984      |
| Ministério da Agricultura, Florestas e Alimentação | Secretário de Estado da Alimentação                          | Jacinto Montalvão Marques        | 18 de junho de 1983 a 17 de outubro de 1984      |
| Ministério da Agricultura, Florestas e Alimentação | Secretário de Estado das Estruturas e Recursos Agrários      | Francisco Palma                  | 18 de junho de 1983 a 17 de outubro de 1984      |
| Ministério da Agricultura, Florestas e Alimentação | Secretário de Estado das Florestas                           | António Azevedo Gomes            | 18 de junho de 1983 a 17 de outubro de 1984      |
| Ministério da Agricultura                          | Secretário de Estado do Comércio e Indústrias Agrícolas      | Carlos Antunes Filipe            | 18 de outubro de 1984 a 6 de novembro de 1985    |
| Ministério da Agricultura                          | Secretário de Estado da Produção Agrícola                    | Joaquim Rosado Gusmão            | 18 de outubro de 1984 a 6 de novembro de 1985    |
| Ministério da Indústria e Energia                  | Secretário de Estado da Energia                              | Joaquim Rocha Cabral             | 18 de junho de 1983 a 6 de novembro de 1985      |
| Ministério da Indústria e Energia                  | Secretário de Estado da Indústria                            | João Carvalho Carreira           | 18 de junho de 1983 a 6 de novembro de 1985      |
| Ministério do Comércio e Turismo                   | Secretária de Estado do Comércio Externo                     | Raquel Ferreira                  | 18 de junho de 1983 a 6 de novembro de 1985      |
| Ministério do Comércio e Turismo                   | Secretário de Estado do Comércio Interno                     | Carlos Antunes Filipe            | 18 de junho de 1983 a 17 de outubro de 1984      |
| Ministério do Comércio e Turismo                   | Secretário de Estado do Comércio Interno                     | Agostinho Abade                  | 31 de outubro de 1984 a 6 de novembro de 1985    |
| Ministério do Comércio e Turismo                   | Secretário de Estado do Turismo                              | Joaquim Ferreira do Amaral       | 18 de junho de 1983 a 17 de outubro de 1984      |
| Ministério do Comércio e Turismo                   | Secretário de Estado do Turismo                              | José Rodrigues Ferraz            | 18 de outubro de 1984 a 6 de novembro de 1985    |
| Ministério do Equipamento Social                   | Secretário de Estado das Comunicações                        | Raúl Junqueiro                   | 18 de junho de 1983 a 6 de novembro de 1985      |
| Ministério do Equipamento Social                   | Secretário de Estado da Habitação e Urbanismo                | Fernando Gomes                   | 18 de junho de 1983 a 6 de novembro de 1985      |
| Ministério do Equipamento Social                   | Secretário de Estado das Obras Públicas                      | Eugénio Nobre                    | 18 de junho de 1983 a 15 de fevereiro de 1985    |
| Ministério do Equipamento Social                   | Secretário de Estado das Obras Públicas                      | Casimiro Pires                   | 16 de fevereiro de 1985 a 6 de novembro de 1985  |
| Ministério do Equipamento Social                   | Secretário de Estado dos Transportes                         | Francisco Murteira Nabo          | 18 de junho de 1983 a 6 de novembro de 1985      |
| Ministério da Qualidade de Vida                    | Secretário de Estado do Ambiente                             | Carlos Pimenta                   | 18 de junho de 1983 a 12 de junho de 1984        |
| Ministério da Qualidade de Vida                    | Secretário de Estado do Ambiente                             | Eduardo Oliveira Fernandes       | 13 de junho de 1984 a 11 de julho de 1985        |
| Ministério da Qualidade de Vida                    | Secretário de Estado dos Desportos                           | Júlio Miranda Calha              | 18 de junho de 1983 a 11 de julho de 1985        |
| Ministério do Mar                                  | Secretário de Estado da Marinha Mercante                     | José de Almeida Serra            | 18 de junho de 1983 a 15 de fevereiro de 1985    |
| Ministério do Mar                                  | Secretário de Estado da Marinha Mercante                     | Henrique Constantino             | 25 de fevereiro de 1985 a 6 de novembro de 1985  |
| Ministério do Mar                                  | Secretário de Estado das Pescas                              | Alberto Faria dos Santos         | 18 de junho de 1983 a 15 de fevereiro de 1985    |
| Ministério do Mar                                  | Secretário de Estado das Pescas                              | Carlos Pimenta                   | 25 de fevereiro de 1985 a 6 de novembro de 1985  |